# Copa Rio Grande do Sul de Futebol Sub-20
A Copa Rio Grande do Sul Sub-20, também chamada de Copa RS, foi uma competição amadora de futebol de categoria de base organizada pela Federação Gaúcha de Futebol (FGF). Criada em 2006 sob o nome de Campeonato Brasileiro, a competição teve a chancela da Confederação Brasileira de Futebol (CBF). No entanto, em 2015, com o fim dessa parceria, foi necessário alterar sua nomenclatura. A última edição da competição foi disputada em 2019, e o Grêmio sagrou-se campeão. O clube gaúcho, juntamente com Cruzeiro e São Paulo, é o detentor de mais títulos, com três conquistas cada. Além desses, outros quatro clubes conquistaram o título da competição que teve um total de 14 edições.

## História

### Início como Campeonato Brasileiro Sub-20
No dia 14 de março de 2006, foi realizado um evento na sede da FGF, com o intuito de anunciar oficialmente a criação do Campeonato Brasileiro Sub-20. A iniciativa recebeu o apoio da Secretaria de Turismo, Esporte e Lazer e foi formalmente sancionada pela CBF. A edição inaugural contou com a participação de 30 equipes, sendo que o Internacional sagrou-se campeão ao vencer o Grêmio por um expressivo placar na final. No ano subsequente, o Cruzeiro conquistou seu primeiro título, enquanto o Grêmio venceu nas edições de 2008 e 2009.
Entre 2010 e 2012, os clubes mineiros dominaram a competição. O Cruzeiro alcançou seu segundo título em 2010 e o terceiro em 2012, enquanto o América se consagrou campeão em 2011. O Internacional retomou o título em 2013 e, no ano seguinte, o Corinthians se sagrou campeão na última edição realizada sob a denominação de Campeonato Brasileiro.

### Mudança de nome
Em 2015, chegou ao fim o contrato entre a FGF e a CBF, que viabilizava a realização do Campeonato Brasileiro Sub-20. Ainda naquele ano, a CBF anunciou a primeira edição do torneio totalmente organizado por ela. A FGF não se pronunciou imediatamente, mas confirmou a realização de uma nova competição em dezembro. Embora tenha ocorrido essa mudança, em 2018, a entidade estadual reconheceu oficialmente as edições anteriores a 2015 como parte do histórico do campeonato.

### Tricampeonato do São Paulo e edições finais
Em 2015, antes da alteração de nomenclatura e do início da nova fase da competição, o São Paulo, até então sem conquistas no Campeonato Brasileiro Sub-20 organizado pela FGF, chegou embalado pela vitória na Copa do Brasil Sub-20 daquele ano. A partir desse momento, o clube obteve uma sequência de três títulos consecutivos, superando Atlético Mineiro, Botafogo e Palmeiras nas finais.
Em 2016, a FGF ampliou o alcance do torneio ao convidar clubes de outros países da América Latina, transformando a competição em um evento internacional. Participaram dessa edição os times estrangeiros Nacional e Peñarol (Uruguai), Atlético de Rafaela (Argentina), Universidad de Chile e Toluca (México). Na segunda edição com esse formato internacional, o torneio contou com a presença de Argentinos Juniors, Huracán e Lanús (Argentina), Defensor Sporting e Nacional (Uruguai), além do Toluca (México).
Em 2018, o Palmeiras interrompeu a sequência de títulos do São Paulo ao vencer o rival nos pênaltis. Já em 2019, na última edição realizada, o número de clubes brasileiros foi reduzido, permitindo a participação de equipes europeias, como Hammarby (Suécia) e Midtjylland (Dinamarca). Apesar da presença internacional, o título ficou com o Grêmio.

## Edições

### Títulos por clube
| Pos  | Clube                | Títulos | Vices | Semifinais |
| ---- | -------------------- | ------- | ----- | ---------- |
| 1.º  | Grêmio               | 3       | 1     | 3          |
| 2.º  | São Paulo            | 3       | 1     | —          |
| 3.º  | Cruzeiro             | 3       | —     | 2          |
| 4.º  | Internacional        | 2       | 2     | 4          |
| 5.º  | Palmeiras            | 1       | 3     | 1          |
| 6.º  | América Mineiro      | 1       | —     | 1          |
| 7.º  | Corinthians          | 1       | —     | —          |
| 8.º  | Atlético Mineiro     | —       | 2     | —          |
| 9.º  | Fluminense           | —       | 1     | 3          |
| 10.º | Vasco da Gama        | —       | 1     | 2          |
| 11.º | Athletico Paranaense | —       | 1     | 1          |
| 11.º | Botafogo             | —       | 1     | 1          |
| 13.º | Sport                | —       | 1     | —          |
| 14.º | Coritiba             | —       | —     | 2          |
| 15.º | Bahia                | —       | —     | 1          |
| 15.º | Flamengo             | —       | —     | 1          |
| 15.º | Goiás                | —       | —     | 1          |
| 15.º | Huracán              | —       | —     | 1          |
| 15.º | Náutico              | —       | —     | 1          |
| 15.º | Paraná               | —       | —     | 1          |
| 15.º | River Plate          | —       | —     | 1          |
| 15.º | Vitória              | —       | —     | 1          |

### Títulos por federação
| Pos | Cidade            | Títulos | Vices | Semifinais |
| --- | ----------------- | ------- | ----- | ---------- |
| 1.º | São Paulo         | 5       | 4     | 1          |
| 2.º | Rio Grande do Sul | 5       | 3     | 7          |
| 3.º | Minas Gerais      | 4       | 2     | 3          |
| 4.º | Rio de Janeiro    | —       | 3     | 7          |
| 5.º | Paraná            | —       | 1     | 4          |
| 6.º | Pernambuco        | —       | 1     | 1          |
| 7.º | Argentina         | —       | —     | 2          |
| 7.º | Bahia             | —       | —     | 2          |
| 9.º | Goiás             | —       | —     | 1          |

### Títulos por região
| Pos | Cidade       | Títulos | Vices | Semifinais |
| --- | ------------ | ------- | ----- | ---------- |
| 1.º | Sudeste      | 9       | 9     | 11         |
| 2.º | Sul          | 5       | 4     | 11         |
| 3.º | Nordeste     | —       | 1     | 3          |
| 4.º | Argentina    | —       | —     | 2          |
| 5.º | Centro-Oeste | —       | —     | 1          |